# Arresto in flagranza di reato
L'arresto in flagranza di reato è, nel diritto processuale penale italiano, un provvedimento provvisorio limitativo della libertà personale (rientrante nelle misure precautelari) attuato nel caso di flagranza di reato, la cui disciplina legislativa è prevista dal Titolo VI del Libro V del codice di procedura penale italiano. 
Si distingue comunque dall'arresto inteso quale pena principale applicabile ai reati di tipo contravvenzionale. Generalmente, ancorché non necessariamente, è seguito da una misura cautelare personale quale, a titolo esemplificativo, la custodia cautelare in carcere.

## Il fondamento normativo
L'istituto, insieme al fermo di indiziato di delitto, trova le proprie basi nell'art. 13 della Costituzione della Repubblica Italiana, il quale dopo avere sancito il carattere di inviolabilità della libertà personale e l'inammissibilità di forme di restrizione della libertà personale se non per atto motivato dell'autorità giudiziaria e nei soli casi e modi previsti dalla legge stabilisce che:

## Il procedimento di convalida
Subito dopo l'arresto, la polizia giudiziaria deve darne notizia al pubblico ministero e all'avvocato difensore dell'arrestato. Entro 48 ore dall'arresto, il pubblico ministero deve richiederne la convalida al giudice per le indagini preliminari competente per territorio. Il giudice fissa l'udienza di convalida al più presto e comunque entro le 48 ore successive, dandone avviso al pubblico ministero e al difensore. Quando risulta che l'arresto sia stato legittimamente eseguito, il giudice provvede alla convalida con ordinanza. 
Se ne ricorrono i presupposti, dispone anche l'applicazione di una delle misure cautelari; in caso contrario, ordina l'immediata liberazione dell'arrestato.

## Soggetti legittimati
Soggetti competenti a disporne, solo in particolari condizioni di necessità e urgenza, sono quelli tassativamente previsti dal medesimo codice, generalmente la polizia giudiziaria e, in alcuni e particolari casi, i privati cittadini. 
L'arresto in flagranza di reato è eseguito, di regola, da ufficiali e agenti di polizia giudiziaria (artt. 380 e 381 c.p.p.). 
L'art. 383 c.p.p., al primo comma, prevede che gli individui privati hanno la facoltà di procedere all'arresto in flagranza ma solo nei casi di arresto obbligatorio previsti dall'articolo 380 c.p.p. e purché si tratti di delitti perseguibili di ufficio. La persona che ha eseguito l'arresto deve senza ritardo consegnare l'arrestato e le cose costituenti il corpo del reato alla polizia giudiziaria la quale redige il verbale della consegna e ne rilascia copia (art. 383 comma 2).
Il pubblico ministero non può disporre l'arresto in flagranza se non nelle ipotesi di reati commessi nel corso dell'udienza ex art. 476 comma 1 c.p.p. (si pensi ad esempio, al caso del padre della donna stuprata che nel corso dell'udienza tira fuori una pistola e uccide l'imputato presunto stupratore) e quando agisce uti privatus, cioè come privato cittadino, nei casi e nei modi stabiliti dal già richiamato art. 383 c.p.p..
- Ufficiali e agenti di polizia giudiziaria, art. 380 e art. 381 c.p.p.
- Pubblico ministero solo per i reati commessi durante l'udienza penale, art. 476 c.p.p.
- Privato cittadino può procedere all'arresto in flagranza solamente per i reati perseguibili d'ufficio e per cui è previsto l'arresto obbligatorio da parte della polizia giudiziaria.

## Presupposti
- Stato di flagranza di reato, ex art. 382 c.p.p.
- Commissione dei delitti previsti dagli artt. 380 comma 2 (arresto obbligatorio) e 381 comma 2 (arresto facoltativo) c.p.p.
- Nelle sole ipotesi di arresto facoltativo, sussistenza delle condizioni di cui al comma 4 dell'art. 381 c.p.p. (misura giustificata dalla gravità del fatto ovvero dalla pericolosità del soggetto).
- Sia nell'arresto obbligatorio sia in quello facoltativo, proposizione della querela, nelle ipotesi di delitti perseguibili a querela (artt. 380, comma 3 e 381, comma 3 c.p.p.).

### Lo stato di flagranza
Si ha flagranza di reato quando il soggetto è sorpreso nell'atto di commettere il delitto (o mentre lo compie e immediatamente dopo). Ugualmente è in flagranza (o cd. quasi-flagranza) colui che viene catturato dall'autorità di polizia o dalla persona offesa dal reato o da altri al termine dell'inseguimento (è necessario che l'attività di inseguimento sia continua dal momento della commissione del fatto), ovvero viene sorpreso con cose o tracce dalle quali appaia che egli abbia commesso il reato immediatamente prima.
L'arresto in flagranza è eseguito nei confronti di chiunque è colto in stato di flagranza di reato. In proposito:
- l'art. 382, comma 1 c.p.p. stabilisce che è in stato di flagranza (i) chi viene colto nell'atto di commettere il reato (cosiddetta flagranza propria) ovvero (ii) chi, subito dopo il reato, è inseguito dalla polizia giudiziaria, dalla persona offesa o da altre persone ovvero è sorpreso con cose o tracce dalle quali appaia che egli abbia commesso il reato immediatamente prima (cosiddetta quasi-flagranza).

- l'art. 382 comma 2 c.p.p. stabilisce che nel reato 2 (come ad esempio nel sequestro di persona) lo stato di flagranza dura fino a quando non è cessata la permanenza.

## Tipologie

### Arresto obbligatorio
L'arresto in flagranza è obbligatorio nei casi previsti dall'art. 380 c.p.p.. In particolare l'arresto va eseguito obbligatoriamente:
- nei confronti di chiunque è colto in flagranza di un delitto non colposo, tentato o consumato, per il quale la legge prevede la pena dell'ergastolo o della reclusione non inferiore nel minimo a 5 anni e nel massimo a 20 anni;

- nei confronti di chiunque è colto in flagranza di uno dei delitti non colposi, consumati o tentati, specificatamente elencati dall'art. 380, comma 2 c.p.p..

L'arresto obbligatorio in flagranza è disciplinato dall'art 380 c.p.p.:
2. Anche fuori dei casi previsti dal comma 1, gli ufficiali e gli agenti di polizia giudiziaria procedono all'arresto di chiunque è colto in flagranza di uno dei seguenti delitti non colposi, consumati o tentati:
a) delitti contro la personalità dello Stato previsti nel Titolo I del Libro II del Codice Penale per i quali è stabilita la pena della reclusione non inferiore nel minimo a cinque anni o nel massimo a dieci anni;
b) delitto di devastazione e saccheggio previsto dall'art. 419 c.p.;
c) delitti contro l'incolumità pubblica previsti nel Titolo VI del Libro II del Codice Penale per i quali è stabilita la pena della reclusione non inferiore nel minimo a tre anni o nel massimo a dieci anni;
d) delitto di riduzione in schiavitù previsto dall'art. 600 c.p.;
e) delitto di furto, quando ricorre la circostanza aggravante prevista dall'art. 4 della L. 8 agosto 1977 n. 533 o quella prevista dall'articolo 625, primo comma, numero 2), prima ipotesi, del codice penale, salvo che, in quest'ultimo caso, ricorra la circostanza attenuante di cui all'articolo 62, primo comma, numero 4), del codice penale[119];
e-bis) delitti di furto previsti dall'articolo 624-bis del codice penale, salvo che ricorra la circostanza attenuante di cui all'articolo 62, primo comma, numero 4), del codice penale[120];
f) delitto di rapina previsto dall'art. 628 c.p. e di estorsione previsto dall'art. 629 c.p.;
g) delitti di illegale fabbricazione, introduzione nello Stato, messa in vendita, cessione, detenzione e porto in luogo pubblico o aperto al pubblico di armi da guerra o tipo guerra o parti di esse, di esplosivi, di armi clandestine nonché di più armi comuni da sparo escluse quelle previste dall'art. 2, comma terzo, della L. 18 aprile 1975, n. 110;
h) delitti concernenti sostanze stupefacenti o psicotrope puniti a norma dell'art. 73 del Testo Unico approvato con D.P.R. 9 ottobre 1990, n. 309, salvo che ricorra la circostanza prevista dal comma 5 del medesimo articolo;
i) delitti commessi per finalità di terrorismo anche internazionale o di eversione dell'ordine costituzionale per i quali la legge stabilisce la pena della reclusione non inferiore nel minimo a cinque anni o nel massimo a dieci anni [121];
l) delitti di promozione, costituzione, direzione e organizzazione delle associazioni segrete previste dall'art. 1 della L. 25 gennaio 1982 n. 17, delle associazioni di carattere militare previste dall'art. 1 della L. 17 aprile 1956 n. 561, delle associazioni dei movimenti o dei gruppi previsti dagli artt. 1 e 2 della L. 20 giugno 1952 n. 645, delle organizzazioni, associazioni, movimenti o gruppi di cui all'art. 3, comma 3 della L. 13 ottobre 1975, n. 654;
l-bis) delitti di partecipazione, promozione, direzione e organizzazione della associazione di tipo mafioso prevista dall'art. 416 bis c.p.;
m) delitti di promozione, direzione, costituzione e organizzazione della associazione per delinquere prevista dall'art. 416 commi 1 e 3 c.p., se l'associazione è diretta alla commissione di più delitti fra quelli previsti dai comma l o dalle lett. a), b), c) d), f), g), i) del presente comma.
m-bis) delitti di fabbricazione, detenzione o uso di documento di identificazione falso previsti 
dall'articolo 497-bis del codice penale;
3. Se si tratta di delitto perseguibile a querela (120 c.p.), l'arresto in flagranza è eseguito se la querela viene proposta, anche con dichiarazione resa oralmente (337) all'ufficiale o all'agente di polizia giudiziaria presente nel luogo. Se l'avente diritto dichiara di rimettere la querela (340), l'arrestato è posto immediatamente in libertà (389).»
(art.380 c.p.p.)

### Arresto in flagranza eseguito da privati
In particolare, nelle ipotesi di arresto in flagranza di reati per i quali è previsto l'arresto obbligatorio da parte della polizia giudiziaria (ai sensi degli artt. 380 e seguenti del codice di procedura penale italiano) e limitatamente ai casi in cui il delitto sia perseguibile d'ufficio, l'art. 383 del codice di procedura penale stabilisce che:
2. La persona che ha eseguito l’arresto deve senza ritardo consegnare l’arrestato e le cose costituenti il corpo del reato alla polizia giudiziaria la quale redige il verbale della consegna e ne rilascia copia.»

### Arresto obbligatorio nelle ipotesi di delitti perseguibili a querela
Ai sensi del comma 3 dell'art. 380 c.p.p., nelle ipotesi di delitto perseguibile a querela, l'arresto in flagranza obbligatorio può essere eseguito solo se la querela viene proposta, anche con dichiarazione resa oralmente all'ufficiale o all'agente di polizia giudiziaria presente nel luogo. Tuttavia, se l'avente diritto dichiara di rimettere la querela, l'arrestato è posto immediatamente in libertà. 

### Arresto facoltativo
Gli ufficiali ed agenti di polizia giudiziaria possono procedere ad arresto facoltativo solo se:
- la misura è giustificata dalla gravità del fatto o dalla pericolosità sociale del soggetto desunta dalle circostanze del fatto o dalla sua personalità
- se si procede per un delitto consumato o tentato per il quale è prevista la pena della reclusione superiore nel massimo a 3 anni o di un delitto colposo per il quale è prevista una pena superiore nel massimo ai 5 anni di reclusione.

Anche in tale caso se il delitto è perseguibile a querela si procede all'arresto solo se il querelante la propone, anche se è resa oralmente

#### Delitti previsti dall'art. 381 comma 1 c.p.p.
- per i delitti non colposi tentati o consumati puniti con la pena della reclusione superiore nel massimo a 3 anni;

- per i delitti colposi puniti con la pena della reclusione non inferiore nel massimo a 5 anni;

- per i delitti che, pur non raggiungendo le pene edittali di cui sopra, rientrano nell'elencazione tassativa di cui all'art. 381 comma 2 c.p.p.

#### Delitti previsti dall'art. 381 comma 2 c.p.p.
a) peculato mediante profitto dell'errore altrui previsto dall'articolo 316 del codice penale;
b) corruzione per un atto contrario ai doveri d'ufficio prevista dagli articoli 319 comma 4 e 321 del codice penale;(abolita dalle nuove formulazioni degli artt 319 cp e 321 cp)
c) violenza o minaccia a un pubblico ufficiale prevista dall'articolo 336 comma 2 del codice penale;
d) commercio e somministrazione di medicinali guasti e di sostanze alimentari nocive previsti dagli articoli 443 e 444 del codice penale;
e) corruzione di minorenni prevista dall'articolo 530 del codice penale;
f) lesione personale prevista dall'articolo 582 del codice penale;
f-bis) violazione di domicilio prevista dall'art. 614, primo e secondo comma, del codice penale;
g) furto previsto dall'articolo 624 del codice penale;
h) danneggiamento aggravato a norma dell'articolo 635 comma 2 del codice penale;
i) truffa prevista dall'articolo 640 del codice penale;
l) appropriazione indebita prevista dall'articolo 646 del codice penale;
l-bis) offerta, cessione o detenzione di materiale pornografico previste dagli articoli 600-ter, quarto comma, e 600-quater del codice penale, anche se relative al materiale pornografico di cui all'articolo 600-quater.1 del medesimo codice; 
m) alterazione di armi e fabbricazione di esplosivi non riconosciuti previste dagli articoli 3 e 24 comma 1 della legge 18 aprile 1975, n. 110;
m-bis) fabbricazione, detenzione o uso di documento di identificazione falso previsti dall'articolo 497-bis del codice penale.
m-ter) falsa attestazione o dichiarazione a un pubblico ufficiale sulla identità o su qualità personali proprie o di altri, prevista dall'articolo 495 del codice penale;
m-quater) fraudolente alterazioni per impedire l'identificazione o l'accertamento di qualità personali, previste dall'articolo 495-ter del codice penale.

#### Sussistenza delle condizioni di cui al comma 4 dell'art. 381 c.p.p.
Ai sensi dell'art. 381 comma 4 c.p.p., in tutte le ipotesi in cui si procede all'arresto facoltativo, tale misura precautelare può essere eseguita soltanto se è giustificata:
- dalla gravità del fatto

ovvero
- dalla pericolosità del soggetto, desunta dalla sua personalità o dalle circostanze del fatto.

Se ne desume che, ad esempio, in materia di stupefacenti o di furti, la lievità del fatto o la speciale tenuità del danno possono rendere non obbligatorio l'arresto e, di conseguenza, possono indurre a non disporre l'arresto divenuto facoltativo.

#### Arresto facoltativo nelle ipotesi di delitti perseguibili a querela
Ai sensi del comma 3 dell'art. 381 c.p.p., nelle ipotesi di delitto perseguibile a querela, l'arresto facoltativo può essere eseguito solo se la querela viene proposta, anche con dichiarazione resa oralmente all'ufficiale o all'agente di polizia giudiziaria presente nel luogo. Tuttavia, se l'avente diritto dichiara di rimettere la querela, l'arrestato è posto immediatamente in libertà.

## Divieto di arresto in flagranza
L'arresto o il fermo non è consentito quando tenuto conto delle circostanze del fatto, appare che questo è stato compiuto:
- nell'adempimento di un dovere o nell'esercizio di una facoltà legittima.

- in presenza di una causa di non punibilità.

Personalità immuni all'arresto:
- Presidente della Repubblica. (Solo nell'ambito di atti espletati nell'esercizio delle sue funzioni e quindi solo se responsabile dei reati di Alto tradimento e di attentato alla Costituzione; come cittadino non ha immunità).

- Sommo Pontefice.

- Cardinali quando la sede papale è vacante.

- Capi e Ministri di Stati esteri in visita all'Italia.

- Diplomatici accreditati dalla Repubblica Italiana e dallo Stato pontificio.

- Agenti consolari.

- Componenti del Consiglio d'Europa.